# Блистанов, Александр Алексеевич
Александр Алексеевич Блистанов (1937-2005) — советский и российский учёный-физик, специалист в области кристаллографии и кристаллофизики. Доктор физико-математических наук, профессор кафедры физики кристаллов Московского института стали и сплавов. Проректор МИСиС, кавалер ордена Трудового Красного Знамени.

## Биография
Закончил МИСиС, выпускник кафедры физики. После окончания вуза — аспирант физико-химического факультета. В 1962 году (с момента создания факультета) стал заместителем декана факультета «Полупроводниковые материалы и приборы» в Московском институте стали и сплавов. В 1964 году защитил диссертацию на соискание учёной степени кандидата физико-математических наук по теме «Исследование взаимодействия дислокаций с точечными дефектами в ионных кристаллах методом внутреннего трения». В 1972 году защитил докторскую диссертацию на тему «Пластичность кристаллов с локальными центрами закрепления дислокации».
С 1972 по 1982 год был деканом факультета «Полупроводниковые материалы и приборы». С 1986 по 1992 год — проректор по научной работе Московского института стали и сплавов.
Заведующий кафедрой физики кристаллов — первой подобной кафедры в техническом вузе Советского Союза — с 1972 по 2002 год, сменив на этой должности своего учителя, выдающегося ученого-кристаллографа Марианну Петровну Шаскольскую, которая оставалась профессором кафедры до последних дней своей жизни.

## Научная и педагогическая деятельность
А. А. Блистанов вместе с соавторами опубликовал более 200 научных трудов, более 50 изобретений и патентов. Принимал активное участие в создании ставшего классическим для отечественных кристаллографов справочника «Акустические кристаллы». В 2000 году вышла монография «Кристаллы квантовой и нелинейной оптики», по полноте охвата и глубине изложения физики явлений, лежащих в основе применения кристаллов, не имеющая аналогов среди учебных пособий в России и за рубежом. Много лет активно работал в редколлегии журнала «Известия ВУЗов. Материалы электронной техники». А. А. Блистанов был членом оргкомитетов ряда международных научных конференций по физике кристаллов.
А. А. Блистанов в течение 15 лет являлся председателем Учёного Совета при МИСиС и членом Ученого Совета при ИК РАН по присуждению учёных степеней, председателем научно-методической комиссии Министерства образования РФ по направлению «Техническая физика».
Под руководством А. А. Блистанова были разработаны учебные планы и программы для подготовки инженеров по специализации «Материалы и компоненты квантовой электроники и оптоэлектроники», бакалавров по направлению «Техническая физика» и магистров по программе «Физика кристаллов оптики и акустоэлектроники». По его предложению и при непосредственном руководстве кафедра физики кристаллов была сориентирована на выпуск специалистов в области квантовой электроники и акустоэлектроники. А. А. Блистанов явился инициатором создания трёхуровневой системы подготовки специалистов на факультете ПМП и кафедре физики кристаллов. Под его руководством создано и защищено более 100 выпускных работ, 20 кандидатских и докторских диссертаций.

## Избранные труды[3]
- Дислокации в полупроводниковых кристаллах со структурой алмаза, сфалерита и вюрцита : Пособие по физике реального кристалла / Доц. А. А. Блистанов, В. В. Гераськин, проф. М. П. Шаскольская ; Под ред. д-ра физ.-мат. наук проф. М. П. Шаскольской ; Моск. ин-т стали и сплавов. Кафедра кристаллографии. — Москва : [б. и.], 1969.
- Точечные дефекты в кристаллах : Пособие по физике реального кристалла / Доц. А. А. Блистанов ; Под ред. проф. д-ра физ.-мат. наук М. П. Шаскольской ; Моск. ордена Трудового Красного Знамени ин-т стали и сплавов. Кафедра кристаллографии. — Москва : [б. и.], 1969.
- Блистанов, А. А. Дислокации в диэлектрических и полупроводниковых кристаллах : [Учеб. пособие] / Под ред. проф., д-ра физ.-мат. наук М. П. Шаскольской ; Моск. ин-т стали и сплавов. Кафедра кристаллографии. — Москва : [б. и.], 1970.
- Блистанов, А. А. Влияние дислокаций на механические свойства полупроводниковых и диэлектрических кристаллов : Пособие по физике реального кристалла / Под ред. проф., д-ра физ.-мат. наук М. П. Шаскольской ; Моск. ин-т стали и сплавов. Кафедра кристаллографии. — Москва : [б. и.], 1971.
- Дислокации в полупроводниковых кристаллах со структурой алмаза, сфалерита и вюрцита : Курс лекций / А. А. Блистанов, В. В. Гераськин, М. П. Шаскольская ; Под ред. проф. М. П. Шаскольской ; Моск. ин-т стали и сплавов. Кафедра кристаллографии. — Москва : [б. и.], 1973.
- Точечные дефекты в кристаллах : Курс лекций по физике реального кристалла / А. А. Блистанов, В. В. Гераськин ; Под ред. проф. д-ра физ.-мат. наук М. П. Шаскольской ; Моск. ин-т стали и сплавов. Кафедра кристаллографии. — Москва : [б. и.], 1973.
- Дефекты в оптических монокристаллах / Под ред. проф. докт. физ.-мат. наук А. А. Блистанова. — Москва : Металлургия, 1976.
- Акустические кристаллы : [Справочник/А. А. Блистанов, В. С. Бондаренко, Н. В. Переломова и др.]; Под ред. М. П. Шаскольской. — М. : Наука, 1982.
- Блистанов А. А., Гераськин В. В. Материалы и компоненты функциональной электроники. Раздел «Точечные дефекты в оптических кристаллах»: Курс лекций / ; Моск. ин-т стали и сплавов, каф. кристаллографии. — М. : МИСИС, 1990.
- Блистанов, А. А. Кристаллы квантовой и нелинейной оптики: учебное пособие для студентов вузов, обучающихся по направлениям «Техн. физика», «Электроника и микроэлектроника» и специальности «Микроэлектроника и твердотел. электроника» направления подготовки дипломированных специалистов «Электроника и микроэлектроника». — М.: МИСИС, 2000
- Блистанов, А. А. Кристаллы квантовой и нелинейной оптики : учебное пособие для студентов высших учебных заведений, обучающихся по специальности «Микроэлектроника и твердотельная электроника» направления подготовки «Электроника и микроэлектроника». — Изд. 2-е, испр. — Москва : МИСИС, 2007.

## Патенты (в соавторстве)[4]
- Коллинеарный акустооптический фильтр // 1406554. Изобретение относится к области акустооптики, более конкретно к устройствам спектрального анализа, использующим анизотропное взаимодействие акустических и оптических волн.
- Оптоэлектронное устройство для измерения напряженности электрического поля и напряжения // 1327014
- Устройство для измерения напряжения // 792150
- Пьезоэлектрический резонатор // 527813
- Способ получения пьезоэлектрических монокристаллов с полидоменной структурой для устройств точного позиционирования // 2233354 (золотая медаль VІІ Международного салона промышленной собственности «Архимед 2004» (Москва)[5])